# Tim Barrow
Timothy Earle Barrow, né en 1964, est un fonctionnaire britannique.
Membre du bureau des Affaires étrangères et du Commonwealth depuis 1986, plusieurs fois ambassadeur, il est nommé, le 4 janvier 2017,  représentant permanent du Royaume-Uni auprès de l'Union européenne, et chargé de négocier le Brexit avec la Commission européenne. Il est membre de la chambre des Lords depuis le 18 juillet 2025.

## Biographie
Barrow est né en 1964. Il fréquente l'école Arnold Lodge à Leamington Spa, dans le Warwickshire, puis l'école Warwick dans le Warwickshire. De là, il étudie à l'Université d'Oxford,
Il est fonctionnaire au bureau des Affaires étrangères et du Commonwealth (Foreign and Commonwealth Office ou FCO) depuis 1986. Il sert à Londres, Kiev, Moscou et Bruxelles, participant aux négociations sur le Traité de Lisbonne, avant sa nomination en tant qu'ambassadeur britannique en Ukraine en 2006. En 2008, il devient l'ambassadeur de l'Union de l'Europe occidentale et représentant du Royaume-Uni auprès du Comité politique et de sécurité. De 2011 à 2016, il est ambassadeur britannique en Russie, avant de revenir à Londres en tant que directeur politique du FCO, numéro deux du département auprès du sous-secrétaire d'État aux Affaires étrangères. Il est nommé, le 4 janvier 2017, en tant que représentant permanent du Royaume-Uni auprès de l'Union européenne, suite la démission de sir Ivan Rogers, et chargé notamment de négocier le Brexit avec la Commission européenne,.
Il est créé pair à vie et entre à la chambre des lords le 18 juillet 2025.

## Distinctions honorifiques
- - GCMG
- - LVO
- - MBE